# Кодекс об административных правонарушениях
Кодекс об административных правонарушениях — кодифицированный нормативный акт, регулирующий общественные отношения по привлечению к административной ответственности, а также устанавливающий общие начала, перечень всех административных правонарушений (который может быть дополнен на региональном уровне), органы, рассматривающие дела, порядок привлечения к административной ответственности и порядок исполнения решений по административным делам.

## Кодексы
- Кодекс Российской Федерации об административных правонарушениях
- Кодекс Латвии об административных правонарушениях
- Кодекс Литовской Республики об административных правонарушениях
- Кодекс Украины об административных правонарушениях